# Squidbillies
A Squidbillies 2005-ben bemutatott amerikai, felnőtteknek szóló rajzfilmsorozat. A sorozat alkotói Jim Fortier, Dave Willis és Matt Maiellaro, a történet pedig egy hegylakó tintahal család életét követ nyomon. A szinkronhangok közt megtalálható Unknown Hinson, Daniel McDevitt, Dana Snyder, Patricia French és Bobby Ellerbee.
A sorozatot az Amerikai Egyesült Államokban az Adult Swim 2005. október 16-án, Magyarországon egyelőre nem került bemutatásra.
A sorozat főcímdalát a Soilent Green szerezte.

## Cselekménye
A sorozat egy tintahalcsaládról szól, akik a georgiai Blue Ridge Mountains hegyláncolaton élnek. A család feje, Early meglehetősen iszákos, akit gyakran komikus módon bántalmaznak, ami hatására néha ő is bántalmazza a saját családját komikus módon. A család tagja tovább Early tinédzser fia, Rusty néven, Early nagyanyja, Granny, és Early testvére, Lil.

## Szereplők
| Szereplő                      | Szinkronhang                                        |
| ----------------------------- | --------------------------------------------------- |
| Early Cuyler                  | Unknown Hinson                                      |
| Rusty Cuyler                  | Daniel McDevitt                                     |
| Granny Cuyler                 | Dana Snyder                                         |
| Lil Cuyler                    | Patricia French                                     |
| The Sheriff                   | Charles Napier(1-8. rész), Bobby Ellerbee (9. rész) |
| Dan Halen                     | Todd Hanson                                         |
| Krystal                       | Mary Kraft                                          |
| Glenn, Narrátor, Deputy Denny | Dave Willis                                         |
| Boyd                          | Pete Smith                                          |
| Squid Jesus                   | Stewart Briehut                                     |
| Devil                         | Jim Fortier                                         |
| Reverend                      | Scott Hilley (1-9. évad)                            |

## Epizódok
| Évad | Évad | Epizódok | Eredeti vetítés      | Eredeti vetítés     |
| Évad | Évad | Epizódok | Évadpreimier         | Évadfinálé          |
| ---- | ---- | -------- | -------------------- | ------------------- |
|      | 1    | 6        | 2005. október 16.    | 2005. november 20.  |
|      | 2    | 14       | 2006. szeptember 17. | 2007. január 7.     |
|      | 3    | 20       | 2008. január 20.     | 2008. június 8.     |
|      | 4    | 10       | 2009. május 17.      | 2009. július 19.    |
|      | 5    | 11       | 2010. május 16.      | 2010. július 18.    |
|      | 6    | 10       | 2011. szeptember 11. | 2011. november 13.  |
|      | 7    | 6        | 2012. július 22.     | 2012. augusztus 26. |
|      | 8    | 10       | 2013. augusztus 11.  | 2013. október 13.   |
|      | 9    | 10       | 2014. szeptember 21. | 2014. november 30.  |
|      | 10   | 9        | 2016. július 10.     | 2016. november 20.  |
|      | 11   | 11       | 2017. október 15.    | 2017. december 17.  |